# 朝のペパーミントタイム
朝のペパーミントタイム（あさのペパーミントタイム）は、かつてエフエム岩手で平日朝に放送されていたラジオ番組である。エフエム岩手の開局当初から25年に渡り続けられた長寿番組である。略称および愛称は「朝ペパ」。番組初期は番組名の頭に「モーニングダイヤル」のサブタイトルがついていた。2010年3月31日終了。後番組はアクセル。

## 放送時間
毎週月曜 - 金曜 7:30 - 9:00（初期は9:50まで）

## 歴代パーソナリティ
- 大川原儀明（初代パーソナリティ）
- 佐藤千代子
- 吉田朋代（歌手デビューする前にアシスタントを担当していた）
- 畑中賢治
- 小田加代子
- 黒沢牧子
- 大橋都希子
- 佐藤雪江（2007年4月 - 2008年3月、水曜担当）
- 高橋ちえ（2003年10月 - 2005年9月、月曜・火曜担当）
- 木村雅子
- 鈴木智恵
- 渡辺亜里（2007年3月まで）
- 佐野よりこ（2003年3月まで、月曜担当）
- 加藤裕（エフエム岩手アナウンサー、2009年3月まで）
- 河合純子（2009年9月まで、木曜・金曜担当） - 産休のために降板。河合は一時期、エフエム青森の『DAY DREAM BELIEVER』担当（境香織の産休期間）のため、金曜日には本番組の終了後に青森市へ向かっていた。
- 石田麻衣（2009年4月 - 2010年3月、月曜 - 水曜担当／引き続き「アクセル」も担当）
- 久保田祐子（エフエム岩手アナウンサー、2009年10月 - 2010年3月、木曜・金曜担当）
- ほか

## タイムテーブル
- 7:30 オープニング
- 7:35 FM岩手ニュース
- 7:39

朝の健康コラム（木曜）
いわて希望メール（金曜）
- 7:43 ペパーミントシャッフル（アーティストのグッズのプレゼントコーナー。BGMとして、そのアーティストの曲が流れる。）
- 7:50 交通情報
- 7:54 天気予報
- 8:00 SUZUKI Breakfast News
- 8:09 Weather Guide
- 8:10 Honda Smile Mission
- 8:20 8時台オープニング
- 8:24 交通情報
- 8:30 SAFETY DRIVE INFORMATION
- 8:32 ライフサポート快適生活・ラジオショッピング
- 8:37 岩手日報おはようデスク
- 8:46 ゲレンデインフォメーション（冬期間）
- 8:55 エンディング